# فرودگاه هلو سلوار
فرودگاه هلو سلوار  (به انگلیسی: Svolvær Airport, Helle) (به زبان بومی: Svolvær lufthavn, Helle) یک فرودگاه همگانی با کد یاتا SVJ است که یک باند فرود آسفالت دارد و طول باند آن ۷۸۰ متر است. این فرودگاه در کشور نروژ قرار دارد و در ارتفاع ۹ متری از سطح دریا واقع شده است.